# Saare (Elva)
Saare – wieś w Estonii, w prowincji Tartu, w gminie Elva.